# 广厦堂青岛中国银行宿舍
36°03′45″N 120°19′38″E / 36.06250°N 120.32722°E
广厦堂青岛中国银行宿舍，又称青岛中国银行行员宿舍，位于中华人民共和国山东省青岛市市南区大学路14号（含大学路14号甲），最初为中国银行青岛分行行员宿舍，建于1932-1933年，建筑师陆谦受、吴景奇设计，现为市南区文物保护单位。

## 历史
1930年代初，青岛人口增长，住房紧张，面向社会中下层的里院式住宅居住密度高，卫生条件差，而独栋住宅租金昂贵，中产阶级难以承担。据青岛中国银行1930年致上海总管理处信函记载，多数行员家庭仅有一间住宅，“妻儿老小，寝馈便溺，均在其中”，加之青岛物价上涨，生活成本上升，行员“志气消磨，精神颓丧”，难免影响工作状态。中国银行青岛分行遂提出参考上海“中行别业”与天津“津中里”两处中国银行行员宿舍的经验，建设青岛分行行员宿舍。

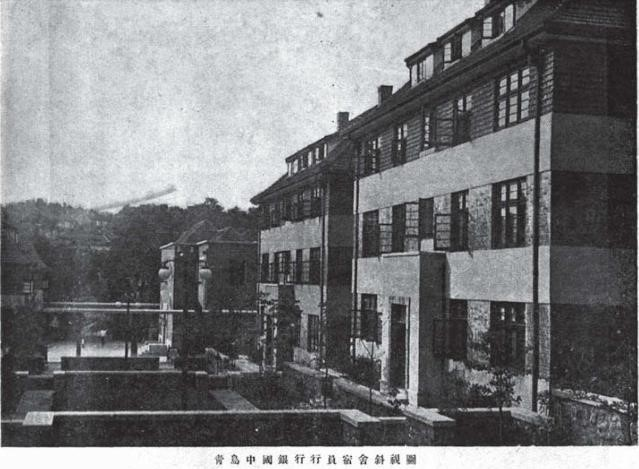
广厦堂内院旧影，1934年

1931年7月，中国银行青岛分行获得大学路与黄县路之间四块官地的所有权。1932年4月，青岛分行函请时任中国银行建筑课课长陆谦受赴青岛着手设计行员宿舍。设计方案由陆谦受、吴景奇于约1932年上半年共同完成，建筑师徐垚任驻青项目负责人。同年6月，工程开始招标，7家上海建筑公司与3家青岛营造厂参与投标，最终由出价最低的青岛新慎记营造厂得标。1933年8月，住宅工程完工。俱乐部工程稍后开工，同年年底完成。1933年底，银行行员迁入新居。
宿舍建筑群取杜甫“安得广厦千万间，大庇天下寒士俱欢颜，风雨不动安如山”之句命名为“广厦堂青岛中国银行宿舍”。名称11字，11座主要建筑各取一字作为楼名。宿舍连同家具免费提供给行员使用，行员仅需缴纳低廉的保养费用以备房屋修缮之用。启用之初，宿舍尚有不少空置住房，一栋住宅楼还被指定为单身宿舍。至1936年，宿舍即已住满。
1938年1月10日，日军第二次占领青岛，立即占领广厦堂宿舍大院，勒令所有住户两小时内搬离，当时留守的行员及家眷被迫散居他处。宿舍大院改为日军福永部队驻地，同年11月迁出，改为日本军官家属楼。1945年8月日本投降后，中国银行职员蒋映秋携家人先行住进广厦堂经理楼。同年10月，美国海军陆战队第六师登陆青岛，美军军官及家属入住广厦堂除经理楼外的其他楼院。青岛分行新任经理孔士谔到任后与美军交涉，将广厦堂收回，复为行员宿舍。
宿舍建筑群现为民居。2006年5月20日，该建筑群列入第二批青岛市历史优秀建筑。2013年3月1日，列入第二批市南区文物保护单位。

## 建筑特色
广厦堂建筑群坐落于大学路、黄县路之间一块狭长的基地上，基地长约154米，宽约49米，面积约8324平方米，沿东南-西北方向展开，地势由东南向西北缓慢抬升。建筑群以花岗岩石砌围墙与街道相隔，院门与经理住宅院门均开在大学路，另在黄县路一侧设有独立入口。建筑群由经理住宅、副理住宅、襄理住宅、俱乐部、7座行员住宅及仆役宿舍等附属建筑组成，并在不规则的基地上划分为外院、内院和一侧的经理院。自内院主任住宅至外院大学路院门为一条笔直的中轴线，经理院与其单独的院门为另一条平行的轴线，俱乐部与副理、襄理住宅的布局则遵循另一条垂直的中轴线。建筑群使用清水红砖作为主要外墙材料，搭配以黄色拉毛粉刷与花岗岩天然石材。
不同于欧洲集合式住宅将主立面和主入口布置在临街一侧，广厦堂建筑群遵循中国人的传统居住习惯，院内所有建筑的正立面、主要房间及主入口均朝向院落，使院落成为集体生活的中心，但也一定程度上牺牲了部分房屋的朝向。建筑师在庭院内组织了一系列大小各异、比例适当、节奏和谐的花园与园林院落景观，将建筑与庭院和谐地融为一体。整座建筑群是1930年代高档住宅群的一个标本。

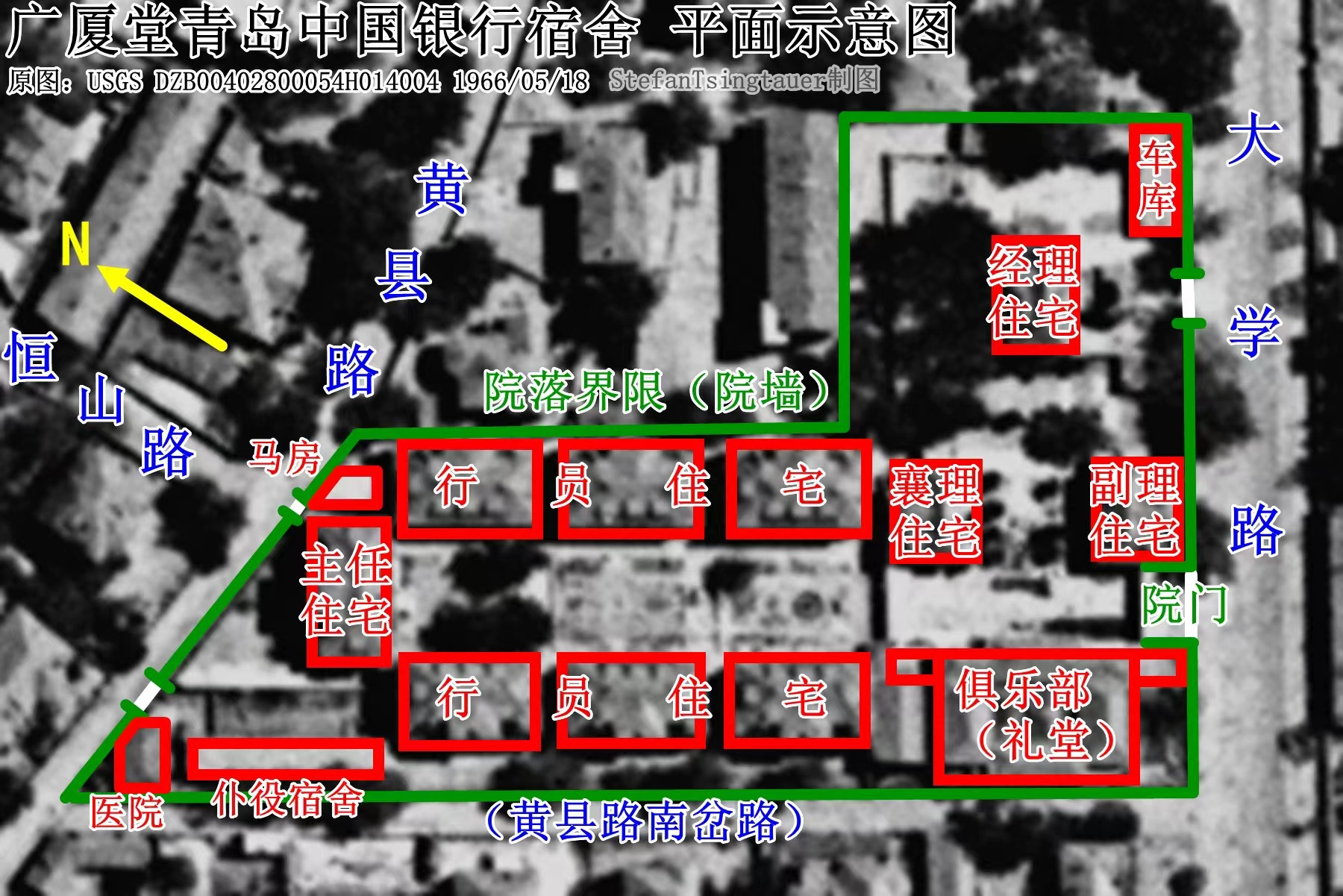
广厦堂青岛中国银行宿舍平面示意图

### 外院
外院靠近大学路一侧，包含俱乐部、副理住宅、襄理住宅三座建筑。
自大学路院门进入院内，西侧即为俱乐部。俱乐部建筑面积856平方米，楼高二层，坡屋顶。清水红砖外墙，局部为水泥抹面，花岗岩镶嵌窗框。主立面采用对称构图，纵向划分为三段，中段凸出，两端伸出单层的两翼。主入口位于中央，前设平台与五级踏步，镶嵌宽石门框，两侧门框上设壁灯。入口上方为三联细长窗，其上方墙面镶嵌三块花岗岩石板，刻有“广厦堂”三字。入口与长窗两侧开圆窗。檐口以上起女儿墙遮挡屋顶。自主入口进入楼内为门厅，门厅后为大礼堂和两个侧厅，大礼堂面积130平方米，设舞台，两侧与侧厅间以活动木隔墙分隔，必要时可移除。入口门厅两侧为主楼梯，通往二层的图书室、阅览室、台球室、理发室及北翼的三间客房。俱乐部原有一个透明玻璃穹顶，1958年毁于火灾。俱乐部楼现已改为住宅楼。
俱乐部对面，外院东侧为对面而立、设计相同的两座住宅，南侧为副理住宅，北侧为襄理住宅。两座住宅建筑面积349.4平方米，体量方正，楼高二层，四坡屋顶。面向院落的正立面工整对称，背向院落一面则较为随意。立面以清水红砖墙与黄色粉刷水泥抹面横向交错，红砖墙采用在青岛不常见的砖位错动手法，增加立面的层次感与光影效果。主入口位于正立面中央，平面以垂直于入口的走廊划分，一层设餐厅、会客厅，二层为浴室和卧室，楼梯设于中央走廊中，后侧设佣人进出厨房的次入口。
俱乐部南翼与副理住宅之间以面向街道的院门连接，北翼与襄理住宅之间也以一座三联门廊连接，作为外院与内院的边界。副理住宅与襄理住宅之间也设有8座拱门构成的连廊（大部分现已不存），作为外院与经理院的边界。三座建筑与连廊、院门合围成一处面积约1000平方米的“T”字形小广场，广场内副理、襄理住宅之间设方形喷水池，喷水池四周设花坛（喷水池、花坛现已不存）。
- 俱乐部
- 襄理住宅
- 经理住宅

### 经理院
经理院（大学路14号甲）位于外院东侧，占地面积约1835平方米，有单独院门通往大学路，院内包含经理住宅、花房与车库。
经理住宅位于院落中央，建筑面积498平方米，其平面结构与立面设计与副理、襄理住宅相似，但体量较大。车库和花房位于沿街处，住宅后侧为后花园（原设计为网球场）。

### 内院
内院包含7座行员住宅与仆役宿舍等附属建筑。
内院平面为长方形，环绕着7座设计完全相同的行员住宅。院落顺应原有的坡地地势，分为自东南向西北依次升高的四个台地，以花岗岩石阶相连，前三级台地上6座行员住宅两两相对，最高级台地上为面向东南方大学路院门的主任住宅。院落步道沿建筑铺设，中央设矮墙石台合围的花园及路灯、旗杆（路灯、旗杆现已不存）。
行员住宅为集合式住宅，建筑面积612平方米，楼高三层，四坡屋顶。其外立面为与经理、副理、襄理住宅相似的清水红砖、黄色粉刷水平交错划分，但仅有最上一层的红砖墙面采用砖位凹凸错动手法。主入口位于主立面一层中央，凸出于墙面形成构图重点。朝向院内的主立面开窗较大，朝向院外的立面开窗较小，以向两侧伸展的阳台为主要构图元素，阳台尽端处理为半圆形。每座住宅楼内设6套公寓，每套公寓包含一大一小两间卧室与会客室、厨房、浴室、储藏室各一间。厨房、卫生间朝向院外布置，连接阳台。二、三层的厨房设有通往楼道的独立入口，供佣人出入。阁楼原仿照欧洲近代中产阶级公寓设计有6间佣人卧室，但因当时中国银行普通职员薪资无法负担佣人的雇佣费用，1936年宿舍住满后阁楼也改造为两套住宅。
内院北侧的尖角处建有一栋仆役宿舍，两层共12间房间，以外走廊连接。主任住宅北侧为儿童乐园，与仆役宿舍以长廊分隔。
- 内院
- 主任住宅
- 行员住宅（临院外一侧）